# Александров, Александр Александрович (историк)
Алекса́ндр Алекса́ндрович Алекса́ндров (25 октября 1919, д. Гольцово, Бежицкий уезд, Тверская губерния, РСФСР — 26 июля 2010, Ижевск, Удмуртская Республика, Россия) — советский и российский историк и краевед, педагог; кандидат исторических наук (1958), доцент.

## Биография

#### Детство и молодость
Александр Александрович Александров родился в крестьянской семье деревни Гольцово Бежицкого уезда Тверской губернии. По окончании семилетней школы переехал в Ленинград, где учился в сварочном техникуме. В 1939 году был призван в ряды Красной армии, с первых дней Великой Отечественной войны находился на фронте. В составе 315-го автотранспортного батальона 7-й танковой дивизии участвовал в боях с немецко-фашистскими захватчиками на Западном и Волховском фронтах. В июле 1942 года Александр Александрович получил ранение в правую ногу от взрыва противопехотной мины, после чего с июля по сентябрь лечился в одном из эвакуационных госпиталей Казани. Был признан негодным к дальнейшей службе, ему определили инвалидность.

#### Учёба
В конце сентября 1942 года Александр Александрович поступил учиться на историческое отделение историко-филологического факультета Казанского государственного университета. По окончании вуза по распределению прибыл в Ижевск и приступил к работе на историческом факультете Удмуртского государственного педагогического института (ныне — Удмуртский государственный университет) в качестве ассистента. С 1948 по 1950 год исполнял обязанности декана.
Окончив в 1957 году аспирантуру исторического факультета Ленинградского государственного университета, Александр Александрович издал свой научно-популярный очерк «Ижевский завод», и в 1958 году одним из первых на факультете защитил кандидатскую диссертацию на тему «Ижевский завод (1760—1917 гг.)».

#### Научная и педагогическая деятельность
В первой половине 1960-х годов занимал пост исполняющего обязанности декана исторического факультета, однако основным для него по-прежнему оставалась наука. В сферу его интересов входили вопросы развития удмуртской и уральской промышленности, в основном металлургии и оружейного производства, история науки и техники. Целый ряд научных работ посвящены социально-политической истории Удмуртии.
Одной из центральных тем исследований являлись вопросы истории удмуртской и уральской промышленности, истории науки и техники, Крестьянской войны под руководством Пугачёва на территории Удмуртии, участию в нём удмуртов. Считается одним из первых историков города Ижевска.
Большой интерес для науки и общества представляют его исследования о персоналиях, судьбы и деяния которых оставили свой след в истории. Так, целый ряд статей Александров посвятил известному оружейнику Фёдору Токареву, химику Вере Богдановской, партийному работнику Ефиму Бабушкину и многим другим. Особую известность получила его монография
«Семен Иванович Бадаев» о выдающемся русском мастере стального дела, изданная в Москве в 1971 году.
Помимо научной деятельности, жизнь Александра Александровича тесно связана с Удмуртским государственным университетом. В разные годы он занимал должности ассистента, старшего преподавателя, доцента кафедры истории СССР (с 1982 года — кафедра дореволюционной отечественной истории), исполняющего обязанности декана историко-филологического (исторического) факультета, директора исторического музея УдГУ, ведущего хранителя Центра истории образования, науки и культуры УдГУ. Он разработал и читал своим студентам такие курсы, как «История СССР периода империализма», «История Удмуртской АССР», «История науки и техники», «Историческое краеведение» и другие.

#### Общественная деятельность
Был весьма активным и деятельным человеком, вследствие чего не мог оставаться в стороне от общественной жизни города и республики. С 1942 по 1949 год он являлся членом ВЛКСМ, а в ноябре 1950 года вступил в ряды ВКП(б). Александр Александрович состоял в рядах Всесоюзного общества по распространению политических и научных знаний, ДОСААФ СССР, активно работал в Удмуртском республиканском отделении Всероссийского общества охраны памятников истории и культуры, являясь председателем первичной организации УдГУ, председателем секции пропаганды республиканского отделения общества, читал лекции на предприятиях и в организациях республики по вопросам истории, внутренней и внешней политики.
С 1965 года член Национального комитета философии и истории естествознания и техники АН СССР.

#### Смерть
Александр Александрович Александров ушел из жизни 26 июля 2010 года

## Награды
- Орден Отечественной войны 2 ст.
- Медали «За победу над Германией в Великой Отечественной войне 1941—1945 гг.», «Жуков», « В ознаменование 100-летия со дня рождения Владимира Ильича Ленина», «Ветеран труда», «Двадцать лет победы в Великой Отечественной войне 1941—1945 гг.», «Тридцать лет победы в Великой Отечественной войне 1941—1945 гг.», «50 лет Вооружённых Сил СССР», «60 лет Вооружённых Сил СССР», «70 лет Вооружённых Сил СССР».
- Знак «Отличник народного просвещения РСФСР»
- Почетное звание «Заслуженный работник народного образования Удмуртской Республики» (1996).

## Основные работы
Автор опубликованных 7 книг и более 200 научных статей, в том числе в соавторстве, среди которых:
- Александров А. А. Ижевский завод: науч.-попул. очерк об истории завода (1760 — февраль 1917 гг.) / А. А. Александров. — Ижевск: Удмурт. кн. изд-во, 1957. — 128 с.
- Александров А. А. Семен Иванович Бадаев. — М.: Наука, 1971. — 120 с.
- Александров А. А. В борьбе и труде: (Ижевск в период Великой Октябрьской социалистической революции и гражданской войны) / А. А. Александров. — Ижевск: Удмуртия, 1972. — 99 с.
- Крестьянская война под предводительством Емельяна Пугачева в Удмуртии: сборник документов и материалов / Удмурт. науч.-исслед. ин-т истории, экономики, лит. и яз. при Совете Министров Удмурт. АССР, Удмурт. отд-ние Всерос. о-ва охраны памятников истории и культуры; [сост., авт. предисл. А. А. Александров; редкол.: М.А. Садаков (отв. ред.) и др.]. — Ижевск: [б. и.], 1974. — 354 с.
- Александров А. А. Первомайский район: хроника событий, память поколений / А. А. Александров; Администрация Первомайского р-на г. Ижевска. — Ижевск: Удмуртия, 2001. — 135 с.